# Achromadora semiarmata
Achromadora semiarmata är en rundmaskart som beskrevs av Edmond Altherr 1952. Achromadora semiarmata ingår i släktet Achromadora och familjen Cyatholaimidae. Inga underarter finns listade i Catalogue of Life.